# Danh sách Chủ tịch nước Việt Nam
Theo Hiến pháp nước Cộng hòa xã hội chủ nghĩa Việt Nam năm 2013, Chủ tịch nước Cộng hòa xã hội chủ nghĩa Việt Nam là người đứng đầu Nhà nước Việt Nam, Chủ tịch nước là một trong những chức vụ chính trị cao nhất tại Việt Nam. Chủ tịch nước cũng là Chủ tịch Hội đồng Quốc phòng An ninh kiêm Tổng tư lệnh, Trưởng Ban Chỉ đạo Cải cách Tư pháp Trung ương và cũng là Chủ tịch danh dự Hội Chữ thập đỏ Việt Nam. Nếu một Chủ tịch nước đương nhiệm qua đời hoặc xin từ chức, Phó Chủ tịch nước sẽ giữ quyền Chủ tịch nước cho đến khi Quốc hội bầu ra Chủ tịch nước mới. Chủ tịch nước phải ít nhất 21 tuổi, là công dân Việt Nam và là một đại biểu Quốc hội.
Danh sách này chỉ tính những nhiệm kỳ liên tục của một Chủ tịch nước và các quyền Chủ tịch nước, những người đã tuyên thệ nhậm chức Chủ tịch nước sau khi Hiến pháp Việt Nam phê chuẩn. Chức vụ có hiệu lực từ ngày 2 tháng 9 năm 1945.
Đã có 14 người nhậm chức Chủ tịch nước (Trong đó, kể từ năm 2016 có 6 Chủ tịch nước tuyên thệ nhậm chức). Trong số các cá nhân được bầu làm Chủ tịch nước, có ba người qua đời trong nhiệm kỳ vì bệnh (Hồ Chí Minh, Tôn Đức Thắng và Trần Đại Quang), và ba người xin từ chức (Trần Đức Lương, Nguyễn Xuân Phúc và Võ Văn Thưởng).
Chủ tịch nước trẻ tuổi nhất khi nhậm chức là Võ Văn Thưởng ở tuổi 52 (52 năm 79 ngày) và lớn tuổi nhất là Tôn Đức Thắng ở tuổi 81 (81 năm 34 ngày). Chủ tịch nước sống lâu nhất là Võ Chí Công khi mất ở tuổi 99  (99 năm 32 ngày) và Chủ tịch nước có tuổi thọ kém nhất là Trần Đại Quang khi mất ở tuổi 61 (61 năm 344 ngày). Tuổi trung bình của Chủ tịch nước khi nhậm chức là 66,45 tuổi.
Hồ Chí Minh, Chủ tịch nước đầu tiên, đã trở thành Chủ tịch nước vào năm 1945 sau khi Việt Nam độc lập. Tô Lâm là Chủ tịch nước tại nhiệm ngắn nhất với 152 ngày nếu không tính những người tạm quyền. Hồ Chí Minh có thời gian làm Chủ tịch nước dài nhất với 24 năm từ năm 1945 đến khi mất năm 1969. Bác cũng là Chủ tịch nước tại nhiệm  3 nhiệm kỳ (1946, 1960, 1964). Trong khi đó, Tôn Đức Thắng cũng là Chủ tịch nước tại nhiệm qua nhiều nhiệm kỳ nhất với 4 nhiệm kỳ (1969, 1971, 1975, 1976). Hiến pháp quy định, nhiệm kỳ Chủ tịch nước theo nhiệm kỳ Quốc hội (thường là 5 năm) và không giới hạn số lần tái cử. Tuy nhiên, đa số các Chủ tịch nước đều tại nhiệm trong một nhiệm kỳ. Chủ tịch nước có thời gian tạm quyền dài nhất là Nguyễn Hữu Thọ với 1 năm 96 ngày, dài hơn cả Chủ tịch nước chính thức là Võ Văn Thưởng với chỉ 1 năm 19 ngày.
Có bốn Chủ tịch nước từng là tướng lĩnh (hai Đại tướng Quân đội Nhân dân Việt Nam là Lê Đức Anh và Lương Cường cùng hai Đại tướng Công an Nhân dân Việt Nam là Trần Đại Quang và Tô Lâm)
Chủ tịch nước hiện nay là Lương Cường, tuyên thệ nhậm chức vào ngày 21 tháng 10 năm 2024.

## Việt Nam Dân chủ Cộng hòa
| Thứ tự                      | Chân dung                   | Họ tên                         | Nhiệm kỳ                    | Nhiệm kỳ                    | Thời gian tại nhiệm         | Đảng phái                                                            | Ghi chú                                                                                       | Quốc hội                    |
| Thứ tự                      | Chân dung                   | Họ tên                         | Bắt đầu                     | Kết thúc                    | Thời gian tại nhiệm         | Đảng phái                                                            | Ghi chú                                                                                       | Quốc hội                    |
| Chủ tịch nước (1945 – 1976) | Chủ tịch nước (1945 – 1976) | Chủ tịch nước (1945 – 1976)    | Chủ tịch nước (1945 – 1976) | Chủ tịch nước (1945 – 1976) | Chủ tịch nước (1945 – 1976) | Chủ tịch nước (1945 – 1976)                                          | Chủ tịch nước (1945 – 1976)                                                                   | Chủ tịch nước (1945 – 1976) |
| --------------------------- | --------------------------- | ------------------------------ | --------------------------- | --------------------------- | --------------------------- | -------------------------------------------------------------------- | --------------------------------------------------------------------------------------------- | --------------------------- |
| 1                           |                             | Hồ Chí Minh (1890 – 1969)      | 2 tháng 9 năm 1945          | 2 tháng 9 năm 1969          | 24 năm, 0 ngày              | Đảng Cộng sản Đông Dương (đến 1951) Đảng Lao động Việt Nam (từ 1951) | - Chủ tịch nước đầu tiên - Chủ tịch nước có nhiệm kỳ dài nhất - Mất khi đang tại chức         | 1 (1946) 2 (1960) 3 (1964)  |
| –                           |                             | Huỳnh Thúc Kháng (1876 – 1947) | 31 tháng 5 năm 1946         | 21 tháng 10 năm 1946        | 143 ngày                    | không đảng phái                                                      | Quyền Chủ tịch nước Việt Nam Dân chủ Cộng hòa khi Chủ tịch Hồ Chí Minh sang Pháp để đàm phán. | 1 (1946)                    |
| –                           |                             | Tôn Đức Thắng (1888 – 1980)    | 2 tháng 9 năm 1969          | 22 tháng 9 năm 1969         | 20 ngày                     | Đảng Lao động Việt Nam                                               | Quyền Chủ tịch nước sau khi Chủ tịch Hồ Chí Minh từ trần                                      | 3 (1964)                    |
| 2                           |                             | Tôn Đức Thắng (1888 – 1980)    | 23 tháng 9 năm 1969         | 2 tháng 7 năm 1976          | 6 năm, 284 ngày             | Đảng Lao động Việt Nam                                               | Lớn tuổi nhất khi nhậm chức                                                                   | 3 (1964) 4 (1971) 5 (1975)  |

## Cộng hòa xã hội chủ nghĩa Việt Nam
| Thứ tự                                   | Chân dung                                              | Họ và tên                       | Nhiệm kỳ                    | Nhiệm kỳ                    | Thời gian tại nhiệm         | Đảng phái                   | Ghi chú                                                                                             | Bầu cử                      |
| Thứ tự                                   | Chân dung                                              | Họ và tên                       | Bắt đầu                     | Kết thúc                    | Thời gian tại nhiệm         | Đảng phái                   | Ghi chú                                                                                             | Bầu cử                      |
| Chủ tịch nước (1976 – 1981)              | Chủ tịch nước (1976 – 1981)                            | Chủ tịch nước (1976 – 1981)     | Chủ tịch nước (1976 – 1981) | Chủ tịch nước (1976 – 1981) | Chủ tịch nước (1976 – 1981) | Chủ tịch nước (1976 – 1981) | Chủ tịch nước (1976 – 1981)                                                                         | Chủ tịch nước (1976 – 1981) |
| ---------------------------------------- | ------------------------------------------------------ | ------------------------------- | --------------------------- | --------------------------- | --------------------------- | --------------------------- | --------------------------------------------------------------------------------------------------- | --------------------------- |
| 2                                        |                                                        | Tôn Đức Thắng (1888 – 1980)     | 2 tháng 7 năm 1976          | 30 tháng 3 năm 1980         | 3 năm, 272 ngày             | Đảng Cộng sản Việt Nam      | Mất khi đang tại chức                                                                               | 6 (1976)                    |
| –                                        |                                                        | Nguyễn Hữu Thọ (1910-1996)      | 30 tháng 3 năm 1980         | 4 tháng 7 năm 1981          | 1 năm, 96 ngày              | Đảng Cộng sản Việt Nam      | Quyền Chủ tịch nước                                                                                 | [ 5 ]                       |
| Chủ tịch Hội đồng Nhà nước (1981 – 1992) |                                                        |                                 |                             |                             |                             |                             | |                             |
| 3                                        |                                                        | Trường Chinh (1907 – 1988)      | 4 tháng 7 năm 1981          | 18 tháng 6 năm 1987         | 5 năm, 349 ngày             | Đảng Cộng sản Việt Nam      | [ 6 ]                                                                                               | 7 (1981)                    |
| 4                                        |                                                        | Võ Chí Công (1912 – 2011)       | 18 tháng 6 năm 1987         | 23 tháng 9 năm 1992         | 5 năm, 97 ngày              | Đảng Cộng sản Việt Nam      | [ 7 ]                                                                                               | 8 (1987)                    |
| Chủ tịch nước (1992 – nay)               |                                                        |                                 |                             |                             |                             |                             | |                             |
| 5                                        |                                                        | Lê Đức Anh (1920 – 2019)        | 23 tháng 9 năm 1992         | 23 tháng 9 năm 1997         | 5 năm, 0 ngày               | Đảng Cộng sản Việt Nam      | Đại tướng quân đội đầu tiên giữ chức Chủ tịch nước                                                  | 9 (1992)                    |
| 6                                        |                                                        | Trần Đức Lương (1937 - 2025)    | 24 tháng 9 năm 1997         | 27 tháng 6 năm 2006         | 8 năm, 276 ngày             | Đảng Cộng sản Việt Nam      | Từ chức                                                                                             | 10 (1997) 11 (2002)         |
| 7                                        |                                                        | Nguyễn Minh Triết (Sinh 1942)   | 27 tháng 6 năm 2006         | 25 tháng 7 năm 2011         | 5 năm, 28 ngày              | Đảng Cộng sản Việt Nam      | | 12 (2006) 13 (2007)         |
| 8                                        |                                                        | Trương Tấn Sang (Sinh 1949)     | 25 tháng 7 năm 2011         | 2 tháng 4 năm 2016          | 4 năm, 252 ngày             | Đảng Cộng sản Việt Nam      | | 14 (2011)                   |
| 9                                        |                                                        | Trần Đại Quang (1956 – 2018)    | 2 tháng 4 năm 2016          | 21 tháng 9 năm 2018         | 2 năm, 172 ngày             | Đảng Cộng sản Việt Nam      | Mất khi tại chức Đại tướng công an đầu tiên giữ chức Chủ tịch nước                                  | 15 (2016)                   |
| –                                        |                                                        | Đặng Thị Ngọc Thịnh (Sinh 1959) | 21 tháng 9 năm 2018         | 23 tháng 10 năm 2018        | 32 ngày                     | Đảng Cộng sản Việt Nam      | Người phụ nữ đầu tiên đảm nhiệm chức vụ Quyền Chủ tịch nước                                         |                             |
| 10                                       | Đây là chân dung khi ông là Tổng Bí thư, Chủ tịch nước | Nguyễn Phú Trọng (1944 – 2024)  | 23 tháng 10 năm 2018        | 5 tháng 4 năm 2021          | 2 năm, 164 ngày             | Đảng Cộng sản Việt Nam      | Đảm nhiệm chức vụ Chủ tịch nước khi còn là Tổng Bí thư                                              | 16 (2018)                   |
| 11                                       |                                                        | Nguyễn Xuân Phúc (Sinh 1954)    | 5 tháng 4 năm 2021          | 18 tháng 1 năm 2023         | 1 năm, 288 ngày             | Đảng Cộng sản Việt Nam      | Từ chức.                                                                                            | 17 (2021)                   |
| -                                        |                                                        | Võ Thị Ánh Xuân (Sinh 1970)     | 18 tháng 1 năm 2023         | 2 tháng 3 năm 2023          | 43 ngày                     | Đảng Cộng sản Việt Nam      | Người phụ nữ thứ hai đảm nhiệm chức vụ Quyền Chủ tịch nước                                          |                             |
| 12                                       |                                                        | Võ Văn Thưởng (sinh 1970)       | 2 tháng 3 năm 2023          | 21 tháng 3 năm 2024         | 1 năm, 19 ngày              | Đảng Cộng sản Việt Nam      | Chủ tịch nước trẻ nhất khi nhậm chức Từ chức.                                                       | 18 (2023)                   |
| -                                        |                                                        | Võ Thị Ánh Xuân (Sinh 1970)     | 21 tháng 3 năm 2024         | 22 tháng 5 năm 2024         | 62 ngày                     | Đảng Cộng sản Việt Nam      | Người phụ nữ hai lần đảm nhiệm chức vụ Quyền Chủ tịch nước                                          |                             |
| 13                                       |                                                        | Tô Lâm (sinh 1957)              | 22 tháng 5 năm 2024         | 21 tháng 10 năm 2024        | 152 ngày                    | Đảng Cộng sản Việt Nam      | - Đại tướng công an thứ hai giữ chức Chủ tịch nước - Chủ tịch nước có thời gian tại nhiệm ngắn nhất | 19 (2024)                   |
| 14                                       |                                                        | Lương Cường (sinh 1957)         | 21 tháng 10 năm 2024        | nay                         | 285 ngày                    | Đảng Cộng sản Việt Nam      | Đại tướng quân đội thứ hai giữ chức Chủ tịch nước                                                   | 20 (2024)                   |

Ghi chú: Màu xám là Quyền Chủ tịch nước
1. ↑  Chủ tịch nước lớn tuổi nhất khi nhậm chức ở tuổi 81
2. ↑  Chủ tịch nước đầu tiên của nước Cộng hòa xã hội chủ nghĩa Việt Nam
3. ↑  Cố vấn Ban Chấp hành Trung ương Đảng (18/12/1986-30/9/1988)
4. ↑  Cố vấn Ban Chấp hành Trung ương Đảng (27/6/1991-29/12/1997)

## Các Nguyên Chủ tịch nước còn sống
Tính đến 21 tháng 10 năm 2024, có năm nguyên Chủ tịch nước còn sống. Nguyên Chủ tịch nước còn sống cao tuổi nhất là Nguyễn Minh Triết và trẻ tuổi nhất là Võ Văn Thưởng. Nguyên Chủ tịch nước qua đời gần đây nhất là Trần Đức Lương vào ngày 20 tháng 5 năm 2025 ở tuổi 88. Dưới đây là danh sách các Nguyên Chủ tịch nước còn sống được xếp theo thứ tự nhiệm kỳ:

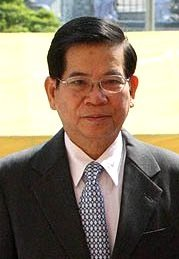
Nguyễn Minh Triết 2006–2011 8 tháng 10, 1942 (82 tuổi)
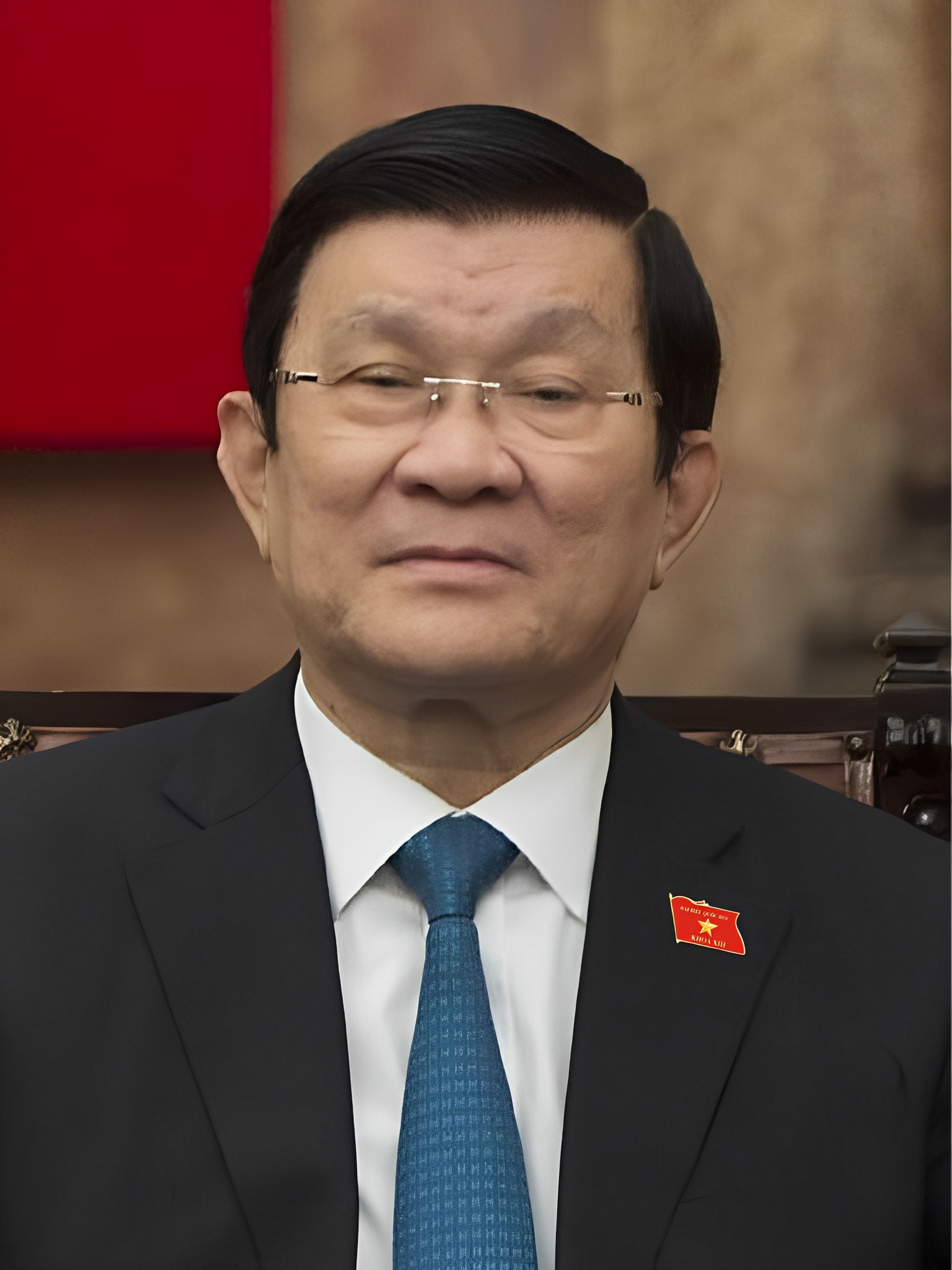
Trương Tấn Sang 2011–2016 21 tháng 1, 1949 (76 tuổi)
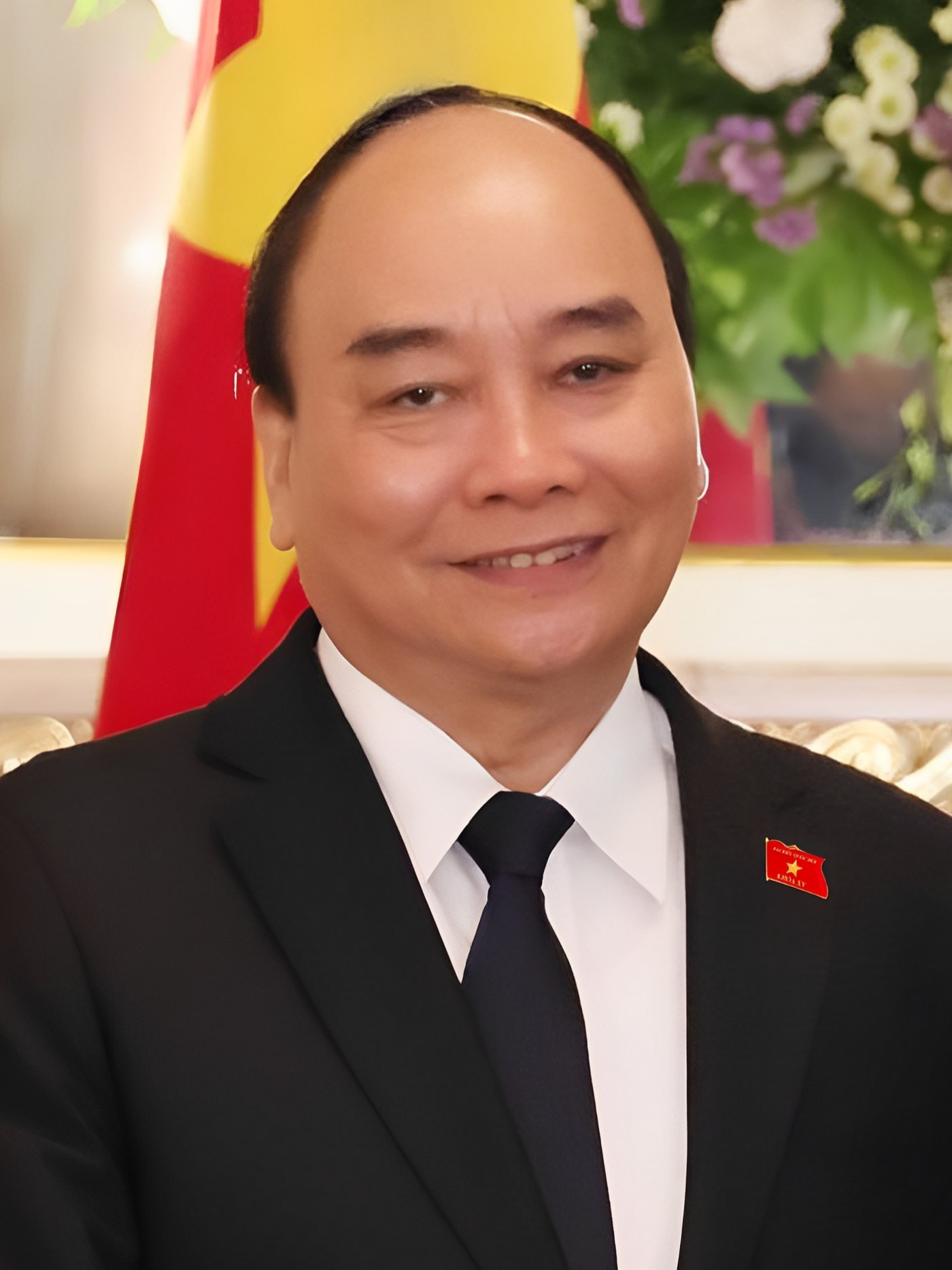
Nguyễn Xuân Phúc 2021–2023 20 tháng 7, 1954 (71 tuổi)
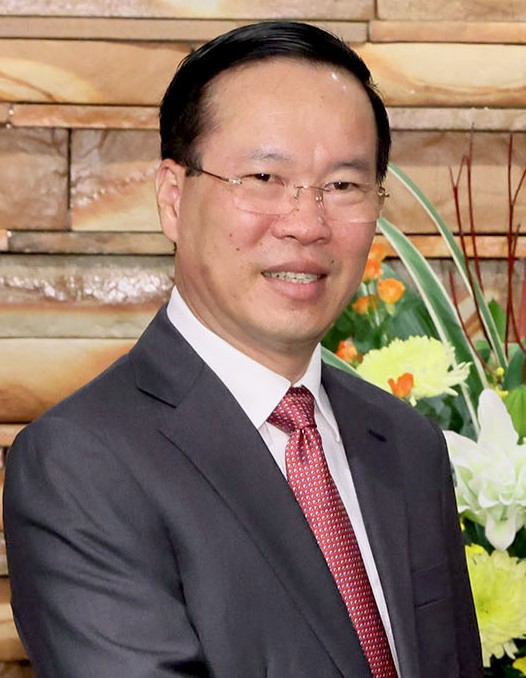
Võ Văn Thưởng 2023–2024 13 tháng 12, 1970 (54 tuổi)
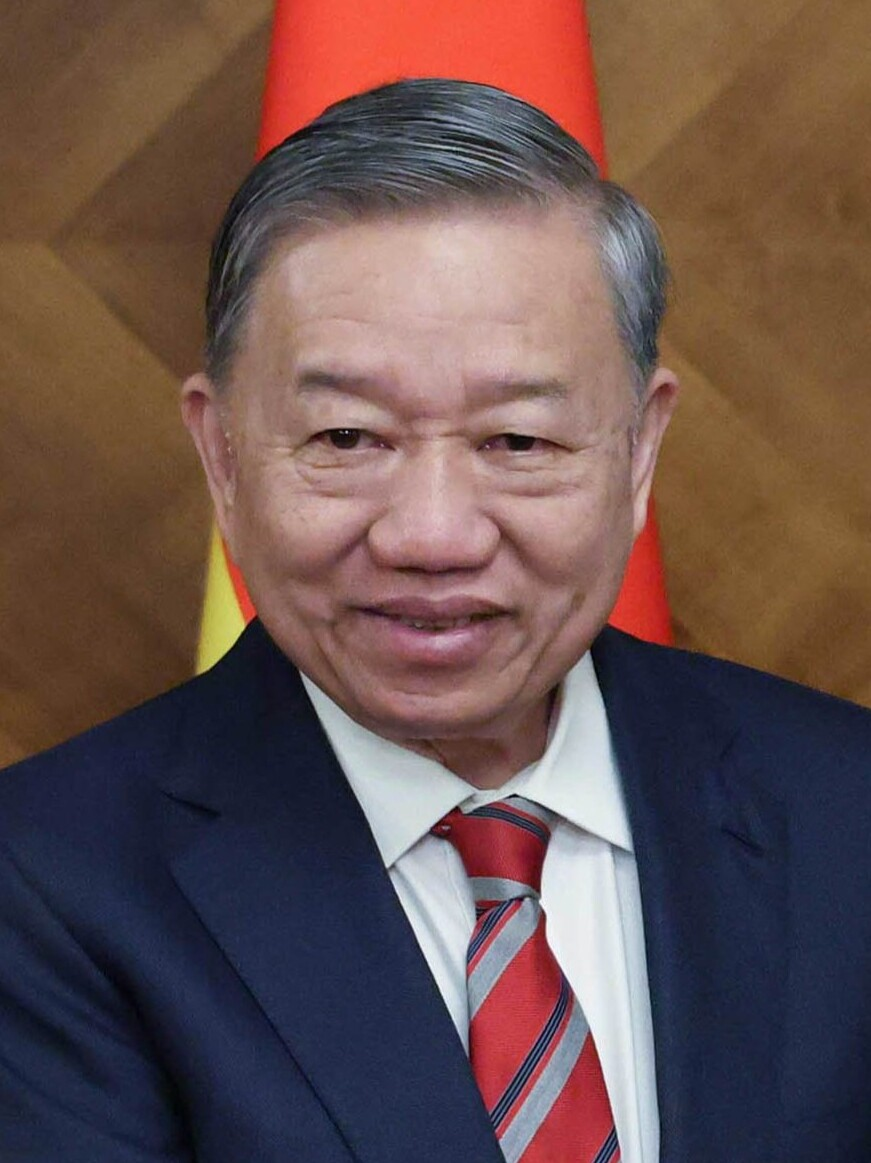
Tô Lâm 2024 1 tháng 7, 1957 (68 tuổi)